# 1808 في إسبانيا
فيما يلي قوائم الأحداث التي وقعت خلال عام 1808 في إسبانيا.

## سياسة

### تعيين في المنصب
- 6 يونيو – جوزيف بونابرت ملك إسبانيا.

## مواليد

### مارس
- 25 مارس – خوسيه دي إسبرونثيدا شاعر إسباني.[1]

## وفيات

### سبتمبر
- 11 سبتمبر – خوسيه سلاستينو موتيس (مواليد 1732)[2]

### أكتوبر
- 4 أكتوبر – مارتن سيسه ي لاكاستا (مواليد 1751) عالم نبات إسباني.[3]